# Frank Hayes
Frank Hayes (San Francisco, 17 maggio 1871 – Hollywood, 28 dicembre 1923) è stato un attore statunitense.

## Filmografia parziale
- Fatty and Minnie He-Haw, regia di Roscoe Arbuckle (1914)
- Fatty's Tintype Tangle, regia di Fatty Arbuckle (1915)
- When Do We Eat?, regia di Fred Niblo (1918)
- A Hoosier Romance, regia di Colin Campbell (1918)
- After His Own Heart, regia di Harry L. Franklin (1919)
- La fiera delle vanità (Vanity Fair), regia di Hugo Ballin (1923)